# Gelbkopf-Felshüpfer
Der Gelbkopf-Felshüpfer (Picathartes gymnocephalus), auch Weißhals-Stelzenkrähe genannt, ist ein in Westafrika endemisch vorkommender Vertreter der Gattung der Felshüpfer.  

## Aussehen
Die Vögel haben einen schwarzen Rücken, der Bauch und der Hals sind weiß. Die Flügel, der Schnabel, die Schwanzfedern sind schwarz. Die Beine sind grau gefärbt. Der unbefiederte Kopf ist auffällig leuchtend gelb oder leicht orange gefärbt, im hinteren Teil ist an beiden Seiten ein großer, schwarzer Fleck sichtbar. Es gibt keinen Sexualdimorphismus. Die Jungtiere unterscheiden sich bis auf die gelbe Halspartie nicht von den Altvögeln. Die Tiere werden etwa 200 – 250 Gramm schwer, die Körperlänge beträgt etwa 28 – 41 cm.

## Verbreitung und  Lebensweise

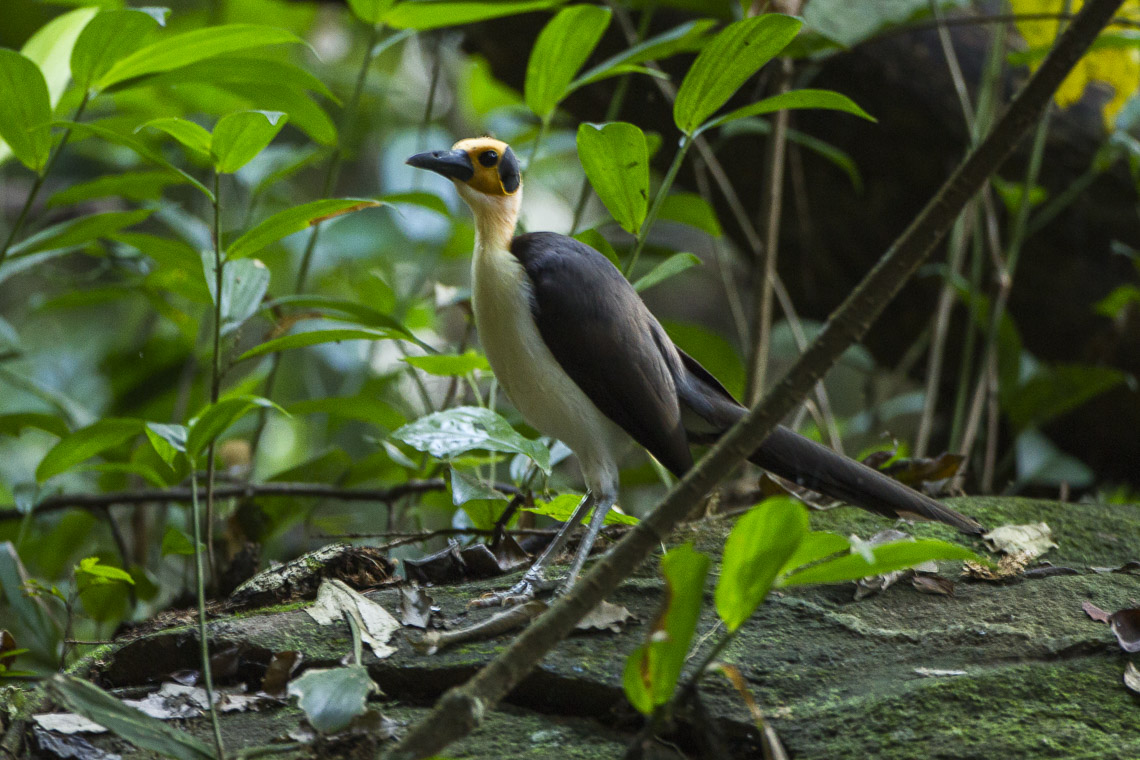
Gelbkopf-Felshüpfer am Waldboden

Die Art ist in den Guineischen Wäldern Westafrikas von Liberia, Sierra Leone, Guinea, der Elfenbeinküste bis Ghana verbreitet. Der Gelbkopf-Felshüpfer sucht am Boden nach Wirbellosen, Krebstieren, Fröschen und Eidechsen. Dort bewegt er sich hüpfend fort. 

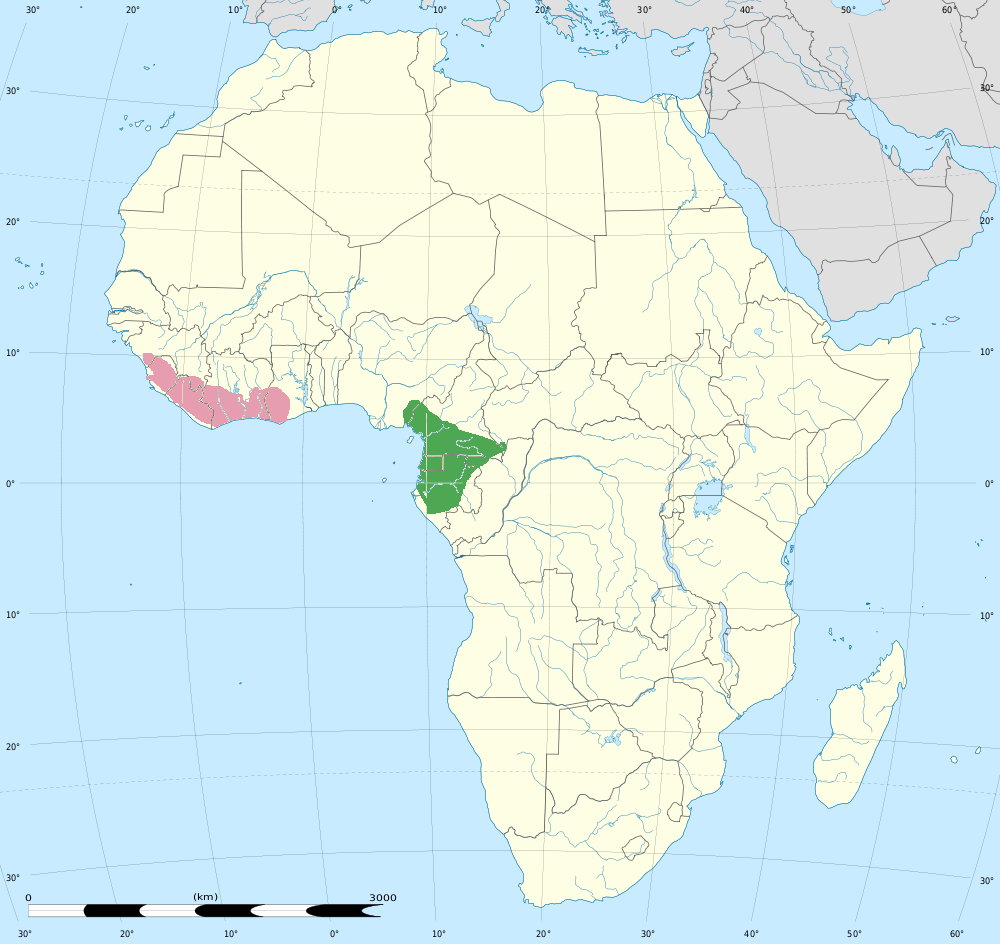
Verbreitungskarte des Gelbkopf-Felshüpfer (pink) und des nah verwandten Buntkopf-Felshüpfer (grün)

Die Vögel sind meist sehr still und glucksen, krächzen oder stöhnen nur gelegentlich. Bei Gefahr stoßen sie hingegen einen rauen Alarmruf (chirrrr) aus. Zu ihren natürlichen Feinden zählen vor allem Schlangen und Greifvögel.

## Fortpflanzung
Die napfförmigen Nester dieser Kolonienbrüter bestehen aus Schlamm und Pflanzenfasern, die an eine Felswand oder  eine Höhlendecke geklebt werden. Das Weibchen legt 1–2 weiße Eier, mit braunen und grauen Flecken. Die Brutdauer beträgt zwischen 20 und 25 Tagen. Die Jungen verbleiben nach dem Schlupf noch bis zu 26 Tage im Nest und werden von den Eltern nur mit Kleingetier wie Insekten und Würmern versorgt. Gelegentlich zerstören Artgenossen zu nahe am eigenen Nistplatz angelegte Nester.

## Gefährdung und Schutzmaßnahmen
Der Gelbkopf-Felshüpfer wird von der IUCN als gefährdet („vulnerable“) gelistet. Die Population ist stark fragmentiert, die Populationsdichte gering. Die wenigen bekannten Brutkolonien liegen isoliert voneinander, durch fortschreitende Rodung des Regenwaldes wird die Isolation verstärkt und das Habitat der Art zudem verkleinert. Als Hauptbedrohung zählen die Umwandlung seines Lebensraumes in landwirtschaftliche Flächen sowie der Holzeinschlag und die Ausweitung des Bergbaus in der Region. Vereinzelt werden Vögel gefangen oder ihre Eier gesammelt. Zum Schutz der Art werden unter anderem Brutkolonien als Schutzgebiete ausgewiesen und während der Brutzeit bewacht.